# Meyers OTW
Die Meyers OTW (Out To Win) ist ein US-amerikanisches Schulflugzeug, das von Al Meyers konstruiert und von der Meyers Aircraft Company von 1936 bis 1944 gebaut wurde.

## Entwicklung und Konstruktion
In Erwartung einer Nachfrage nach Schulflugzeugen für das Civil War Training Scheme, bei dem zivile Flugschulen die Einführungsschulungen für das Militär übernehmen sollten, konstruierte Al Meyers die OTW und gründete die Meyers Aircraft Company, um sie zu fertigen. Die OTW ist ein Doppeldecker mit zwei offenen Cockpits in Tandemkonfiguration und einem starren Spornradfahrwerk. Der Prototyp war mit einem Warner-Scarab-Motor mit 125 PS (92 kW) ausgerüstet und hatte seinen Jungfernflug am 10. Mai 1936. Gebaut wurde die OTW hauptsächlich in zwei Varianten. Die OTW-145 wurde von einem Warner Scarab-Motor mit 145 PS (107 kW), die OTW-160 von einem Kinner R-5 mit 160 PS (118 kW) angetrieben.

## Versionen
OTW-125
Serienmodell mit einem Warner-Scarab-Motor mit 125 PS (92 kW)
OTW-145
Serienmodell mit einem Warner-Super-Scarab-Motor mit 145 PS (107 kW)
OTW-160
Letztes Serienmodell mit einem Kinner-R-5-Motor mit 160 PS (118 kW)
OTW-KR
Einzelstück mit einem Ken-Royce-7G-Motor mit 120 PS (88 kW)

## Technische Daten (OTW-160)
| Kenngröße             | Daten                                                 |
| --------------------- | ----------------------------------------------------- |
| Besatzung             | 2                                                     |
| Länge                 | 7,91 m                                                |
| Spannweite            | 9,14 m                                                |
| Höhe                  | 2,59 m                                                |
| Flügelfläche          | 24,3 m²                                               |
| Leermasse             | 608 kg                                                |
| max. Startmasse       | 866 kg                                                |
| Reisegeschwindigkeit  | 91 kn (169 km/h)                                      |
| Höchstgeschwindigkeit | 104 kn (193 km/h)                                     |
| Dienstgipfelhöhe      | 17.500 ft (5.334 m)                                   |
| Reichweite            | 348 NM (644 km)                                       |
| Triebwerk             | Kinner R-56 7-Zylinder-Sternmotor mit 160 PS (118 kW) |

## Erhaltene Exemplare

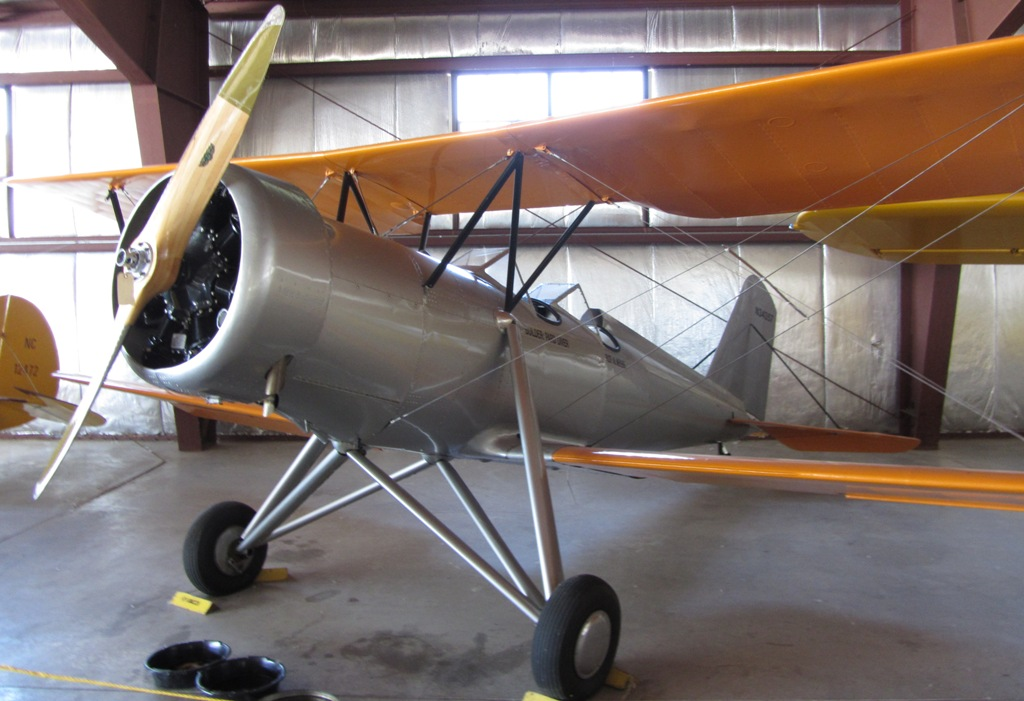
A Meyers OTW on display in the EAA AirVenture Museum

- Seriennummer 1 – ausgestellt im Combat Air Museum in Topeka in Kansas. Die Maschine wurde Ende 1986 vom Museum gekauft.[2]
- Seriennummer 53 – flugfähig im Pioneer Flight Museum in Kingsbury in Texas.[3]
- Seriennummer 102 – ausgestellt im EAA Aviation Museum in Oshkosh in Wisconsin. Die Maschine war das letzte gebaute Exemplar und diente als persönliches Flugzeug von Al Meyers.[4]